# Aljechin-Verteidigung
|   | a | b | c | d | e | f | g | h |   |
| 8 |   |   |   |   |   |   |   |   | 8 |
| 7 |   |   |   |   |   |   |   |   | 7 |
| 6 |   |   |   |   |   |   |   |   | 6 |
| 5 |   |   |   |   |   |   |   |   | 5 |
| 4 |   |   |   |   |   |   |   |   | 4 |
| 3 |   |   |   |   |   |   |   |   | 3 |
| 2 |   |   |   |   |   |   |   |   | 2 |
| 1 |   |   |   |   |   |   |   |   | 1 |
|   | a | b | c | d | e | f | g | h |   |

Die Aljechin-Verteidigung nach 1. … Sg8–f6
Bei der Aljechin-Verteidigung (nach Alexander Alexandrowitsch Aljechin) handelt es sich um eine Eröffnung des Schachspiels. Die Aljechin-Verteidigung zählt zu den Halboffenen Spielen.
Jede ihrer Hauptvarianten beginnt mit den Zügen:
1. e2–e4 Sg8–f6

## Eröffnungsvarianten
Die Hauptvarianten entstehen nun nach der häufigsten Fortsetzung 2. e4–e5, mit Angriff auf den Springer und Raumgewinn. Nach 2. … Sf6–d5 – weniger gebräuchlich sind stattdessen die Springerzüge Sf6–e4 (Mokele-Mbembe) und Sf6–g8 – werden folgende Varianten unterschieden:
- Jagdvariante: 3. c2–c4 Sd5–b6 4. c4–c5 (spielbar ist auch die von Emory Tate eingeführte Nebenvariante 4. a2–a4 a7–a5 5. Ta1–a3)
- Moderne Variante: 3. d2–d4 d7–d6 4. Sg1–f3
- Vierbauernangriff: 3. d2–d4 d7–d6 4. c2–c4 Sd5–b6 5. f2–f4
- Abtauschvariante: 3. d2–d4 d7–d6 4. c2–c4 Sd5–b6 5. e5xd6

Ruhigere weiße Fortsetzungen im zweiten Zug sind:
- Skandinavische Variante: 2. Sb1–c3
  - 2. … d7–d5 (nach e7–e5 geht die Partie durch Zugumstellung in die Wiener Partie über) und nun:
    - 3. e4–e5 (mit möglichem Übergang in die Steinitz-Variante der Französischen Verteidigung durch Zugumstellung)  oder
    - 3. e4xd5
- Maroczy-Variante: 2. d2–d3

## ECO-Systematik
Die Enzyklopädie der Schacheröffnungen (ECO) hat vier Schlüssel (B02 bis B05) für die Aljechin-Verteidigung:
- B02: 1. e2–e4 Sg8–f6 (ohne 2. e4–e5, 2. e4–e5 ohne 2. … Sf6–d5, 2. … Sf6–d5 ohne 3. d2–d4)
- B03: 1. e2–e4 Sg8–f6 2. e4–e5 Sf6–d5 3. d2–d4 (ohne 3. … d7–d6, 3. … d7–d6 ohne 4. Sg1–f3)
- B04: 1. e2–e4 Sg8–f6 2. e4–e5 Sf6–d5 3. d2–d4 d7–d6 4. Sg1–f3 (Moderne Variante ohne 4. … Lc8–g4)
- B05: 1. e2–e4 Sg8–f6 2. e4–e5 Sf6–d5 3. d2–d4 d7–d6 4. Sg1–f3 Lc8–g4 (Moderne Variante mit 4. … Lc8–g4)

## Geschichte
Die Idee, durch das Springermanöver Sg8–f6–d5–b6 einen gegnerischen Bauernsturm zu provozieren, war schon im 19. Jahrhundert bekannt, aber lange Zeit nahm niemand den neuen Eröffnungsgedanken auf.
Erst nachdem Aljechin diese Eröffnung im August 1921 anlässlich einer Beratungspartie mit Donegan, Müller und Zimmermann in Zürich erprobte und sie im selben Jahr beim internationalen Schachturnier in Budapest gegen Friedrich Sämisch und Endre Steiner in die Turnierpraxis einführte, fand die Idee größeren Zuspruch und wurde eingehender untersucht.
Die Ausarbeitung des Systems geht auf den Moskauer Meisterspieler Michail Kljazkin (1897–1926) zurück, dem Aljechin vor seiner Emigration aus Russland mehrfach begegnete. Sowjetische Autoren nannten sie zunächst „Moskauer Verteidigung“, Savielly Tartakower taufte sie in seinem Theoriewerk Hypermoderne Schachpartie (1925) „Kljazkin-Aljechin-Verteidigung“, später geriet der Name des ersten Erforschers des Systems in Vergessenheit.
In der Großmeister-Praxis ist die Eröffnung gegenwärtig kaum anzutreffen.

## Eröffnungsidee
Die Idee der Verteidigung besteht im Figurenangriff auf die weiße Bauernkette im Zentrum. Dafür müssen aber auch wesentliche Nachteile in Kauf genommen werden. Der Königsspringer entfernt sich in der Regel weit von seinem König und hat somit nur noch eine geringe Schutzfunktion. Im Allgemeinen muss sich Schwarz, bedingt durch die weiße Bauernkette, mit weniger Raum zufriedengeben.
Weiß verfügt über Raumvorteil und das freiere Figurenspiel, weshalb er häufig in der Lage ist, einen direkten Angriff auf den gegnerischen König zu inszenieren. Schwarz jedoch hat auch seine Trümpfe in der Hand. Durch das Vorrücken der weißen Bauern (insbesondere im Vierbauernangriff) entsteht hinter der Bauernlinie eine Art Vakuum und Weiß bleibt infolge seiner vielen Bauernzüge in der Figurenentwicklung zurück. Diese Zeit kann Schwarz nutzen, um das weitvorgerückte Zentrum mit Gegenstößen wie d7–d6 und c7–c5 zu attackieren. Für gewöhnlich gelingt es dann, das weiße Bauernzentrum aufzulösen und die Stellung auszugleichen.
Durch diese Gegensätze entwickelt sich häufig ein reichhaltiges und interessantes Spiel mit komplizierten und inhaltsreichen Mittelspiel-Stellungen.